# Эллиоттия кистевидная
Эллио́ттия кистеви́дная (лат. Elliottia racemosa) — редкий вид цветковых растений рода Эллиоттия (Elliottia) семейства Вересковые (Ericaceae).

## Ботаническое описание
Кустарник или небольшое дерево с листьями от 7,5 до 10 см длиной и шириной 2,5—5 см. Цветки белые, с 4 лепестками, плод сухой.

## Распространение и местообитание
Имеется несколько разрозненных местонахождений в восточной и южной Джорджии. Растёт на влажных речных берегах или же сухих горных хребтах, часто с песчаными почвами. Численность вида находится под угрозой.

## История
Кустарник был обнаружен и проиллюстрирован Уильямом Бартрамом в 1775 году, а позже вновь открыт и описан ботаником из Южной Каролины Стивеном Эллиоттом в 1808 году.
Вид занесен в список находящихся под угрозой исчезновения.